# Vinylrecorder
Ein Vinylrecorder ist ein technisches Gerät zum Selberschneiden von Schallplatten in Einzel- und Kleinauflagen im Gegensatz zur industriellen Herstellung der Schallplatten durch Pressen.
Den Vinylrecorder gibt es u. a. als Aufsatz für Plattenspieler mit kräftigem Motor. Auf Rohplatten aus PVC oder mit Lack bzw. Acetat beschichteten Metallplatten (Dubplates) wird die Rille mit einem Diamant- oder Saphirstichel geschnitten. Der Schneidestichel wird dazu in den meisten Fällen von außen nach innen über die sich mit Abspielgeschwindigkeit drehende Platte bewegt. Der Saphir oder Diamant formt dabei die Rille, indem ihn Spulen, an denen das verstärkte Mono- oder Stereosignal anliegt, vertikal und horizontal zur Plattenoberfläche bewegen. Es besteht auch die Möglichkeit, die Rille nicht spiral-, sondern als Endlosrille kreisförmig zu gestalten. Beim Abspielen wiederholt sich dann mit jeder Rotation die geschnittene Information in Form einer Endlosschleife.
Die Qualität der aufgezeichneten Schallplatten ist vergleichbar mit durchschnittlichen, handelsüblichen Pressungen, reicht aber bzgl. Lautstärke und Klirrfaktor nicht an die professionellen Schneidsysteme heran, wenn es z. B. darum geht, extreme Höhen oder besonders naturgetreue Aufzeichnungen zu machen.  
Ein Vorteil ist der bessere Rauschabstand gegenüber gepressten Schallplatten, da hier keine galvanische Abformung oder Materialeigenschaften der Pressmasse eine Rolle spielen.